# The Prisoner of Benda
The Prisoner of Benda (Бранець Бендера) - десятий епізод шостого сезону мультсеріалу «Футурама».

## Зміст
За допомогою винайденої професором машини Фарнсворт і Емі міняються тілами з метою здійснити свої мрії: професор жадає гострих відчуттів, а Емі мріє їсти від пуза, не побоюючись за фігуру. Згодом з'ясовується, що обмін розумом між двома людьми можливий не більше одного разу, і щоб повернутися назад у свої тіла потрібно провести проміжний обмін. Бендер пропонує свою допомогу, однак, отримавши тіло Емі, він тут же ховається, щоб під чужим личиною вкрасти корону імператор а Робо-Угорщини.
Емі, незадоволена можливостями професорського тіла в плані обжерливості, вмовляє помінятися Лілу. Фрай приходить в жах. Ліла скривджена і звинувачує Фрая в тому, що його турбує лише її зовнішність. Фрай в помсту змінюється тілами з Зойдберг.
Бендер виявляється спійманий при спробі пограбування, проте звільняється, переконавши імператора в тому, що він - робот в тілі людини. Дізнавшись, що імператор потай мріє пожити трохи життям простих людей, Бендер пропонує тому на якийсь час помінятися тілами. Але так як Професор поїхав ризикувати життям у тілі Бендера, довелося підсунути імператорові замість свого корпусу автоматизоване помийницю.
Фрай в тілі Зойдберга і Ліла тілі Професори зустрічаються в ресторані, щоб з'ясувати стосунки. Урешті-решт вони розуміють, що люблять один одного зовсім не за зовнішність. При вигляді сцени їх бурхливого примирення Емі, цього разу вже в тілі Гермеса, надовго втрачає апетит.
Бендер, помінявшись тілами з правителем Робо-Угорщини, насолоджується життям на його яхті. Однак саме в цей вечір змовники здійснюють замах на імператора. Життя Бендеру рятує поява професора Фарнсворта.
Після того, як всі герої вирішують свої особисті проблеми, професору за допомогою Бубльгума Тейта і Солодкого Клайда з команди «Ударники» вдається повернути всіх у свої тіла.

## Цікаві факти
- Назва яхти імператора Миколи: «RMS Overkill», що можна перекласти як«Винищення», або «Надмірність».
- Велика Берта - тезка німецької мортири часів  Першої світової війни.

### Винаходи майбутнього
- Машина для обміну розумом. Сумісна не тільки з людським мозком, а й зі схемами роботів
- Яхта, що працює на ікрі
- Ланцюговий меч роботів
- Автоматизована летюча помийниця